# Treva de Venècia

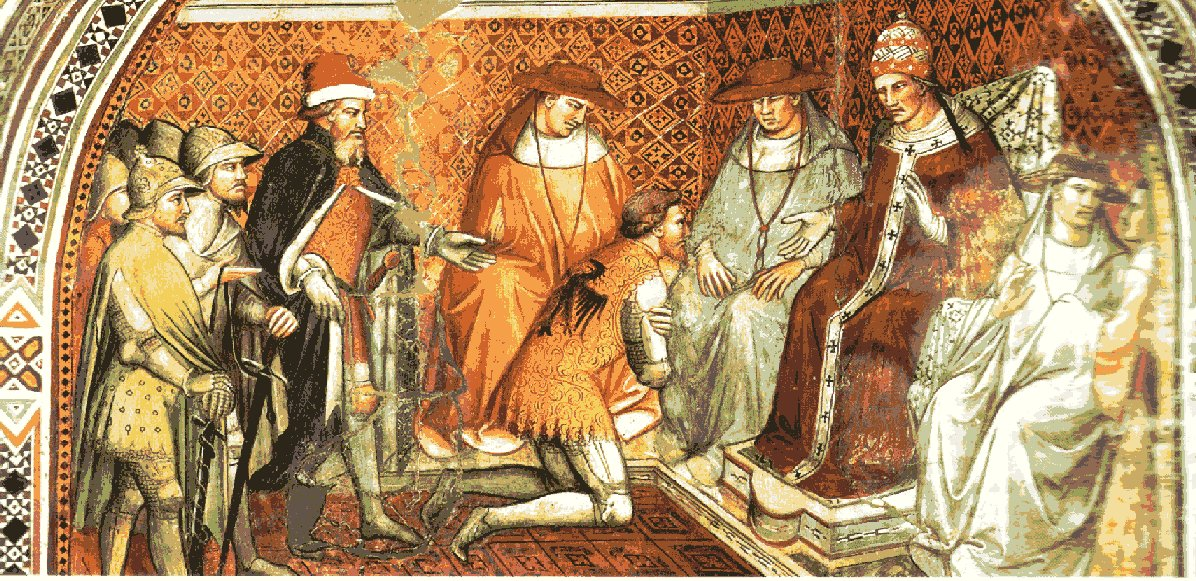
Fresc al Palazzo Pubblico (Siena) que representa la submissió de l'emperador al Papa.

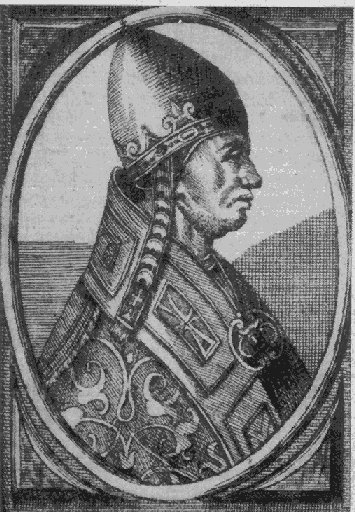
Imatge del papa Alexandre III.

La Treva o Pau de Venècia de 1177, va ser un important tractat de pau entre el papat i els seus aliats: les ciutats estats del nord d'Itàlia de la Lliga Llombarda i Frederic I del Sacre Imperi Romanogermànic. El normand Regne de Sicília també va participar en les negociacions i així el tractat determinà el marc polític de tot Itàlia durant els següents anys.
El tractat va celebrar-se després de la batalla de Legnano del 29 de maig de 1176, on la Lliga Llombarda va derrotar a Frederic I. Frederic va intentar la conciliació entre el Papa Alexandre III i l'antipapa Calixt III, recolzat per l'emperador. Així es va arribar a un acord preliminar, per arribar a una treva el juliol de 1177 a Venècia.
Amb el tractat de Venècia s'acordà que l'emperador Frederic I reconegués a Alexandre III com a papa legítim, tornant al Papat els territoris ocupats, reconeixent també els drets temporals del Papa sobre Roma.
La treva s'acordà per a sis anys (1177-1183) amb les ciutats estat de la Lliga Llombarda, amb la que s'arribaria a la definitiva Pau de Constança el 1183. També es signà una treva de quinze anys entre Frederic I i Guillem II de Sicília.